# 山东小麝鼩
山东小麝鼩（学名：Crocidura shantungensis），一种分布于东亚地区的小型哺乳动物，隶属于鼩鼱科麝鼩属。

## 分类研究
本种由美国动物学家格里特·史密斯·米勒于1901年描述发表后，曾被视为 Crocidura ilensis（现为北小麝鼩新疆亚种）或北小麝鼩（Crocidura suaveolens）的一个亚种，故本种也被称为北小麝鼩山东亚种或山东北小麝鼩。1996年美国学者罗伯特·S·霍夫曼（Robert S.Hoffmann）将本种提升为独立种。

## 形态特征
山东小麝鼩头体长约56～60毫米，重6克左右，尾长约为头体长的一半。本种区别于本属其他物种的明显特征为其尾部整体均具有长而稀疏的毛，毛色也较近似物种更深。

## 地理分布
山东小麝鼩分布于俄罗斯西伯利亚东南部、中国中东部、朝鲜半岛及济州岛、郁陵岛和日本对马岛等地区。

## 亚种[4]
- 山东小麝鼩济州岛亚种（学名： Kuroda, 1934）
- 山东小麝鼩指名亚种（学名： Miller, 1901）